# Морган, Роб
Роб Морган (англ. Rob Morgan, род. 24.02.1973, Нью-Берн, США) — американский актёр.

## Биография
Роб Морган родился в городке Нью-Берн, Северная Каролина. Учился в Университете штата Виргиния.
Известен ролью Тёрка Баррета в сериалах Netflix «Сорвиголова», «Джессика Джонс», «Люк Кейдж», «Железный кулак», «Защитники» и «Каратель», а также Хэпа Джексона в фильме «Ферма „Мадбаунд“». Он единственный актёр, который появился во всех шести телесериалах Netflix киновселенной Marvel.
В 2019 году снялся в фильме «Просто помиловать» в роли приговорённого к смерти преступника Герберта Ричардсона, при этом игра актёра была высоко оценена критиками.
Вошёл в список 25 лучших актёров XXI века, составленный в 2020 году критиками журнала The New York Times (на 20 месте).

## Избранная фильмография
| Год       |   | Русское название                       | Оригинальное название                | Роль                           |
| --------- | - | -------------------------------------- | ------------------------------------ | ------------------------------ |
| 2015—2016 | с | Сорвиголова                            | Daredevil                            | Тёрк Баррет                    |
| 2016—2018 | с | Люк Кейдж                              | Marvel’s Luke Cage                   | Тёрк Баррет                    |
| 2016—2019 | с | Очень странные дела                    | Stranger Things                      | Кэлвин Пауелл                  |
| 2017      | ф | Ферма «Мадбаунд»                       | Mudbound                             | Хэп Джексон                    |
| 2017      | ф | Драка в блоке 99                       | Brawl in Cell Block 99               | Джереми                        |
| 2018      | ф | Неделя до…                             | The Week Of                          | кузен Марвин                   |
| 2019      | ф | Просто помиловать                      | Just Mercy                           | Герберт Ричардсон              |
| 2020      | ф | Грейхаунд                              | Greyhound                            | стюард Джордж Кливленд         |
| 2021      | ф | Соединённые Штаты против Билли Холидей | The United States vs. Billie Holiday | Луис МакКей                    |
| 2021      | ф | Непрощённая                            | Unforgivable                         | Винсент Кросс                  |
| 2021      | ф | Не смотрите наверх                     | Don’t Look Up                        | доктор Клейтон «Тедди» Оглторп |
| 2022      | ф | Улыбка                                 | Smile                                | Роберт Тэлли                   |
| 2024      | с | Чайная чашка                           | Teacup                               | Макнаб                         |